# PDF-XChange
PDF-XChange ist eine Software zum Erstellen, Anzeigen und Drucken von PDF-Dateien. Sie ist unter anderem kompatibel zu Windows-Software wie Word, Excel, AutoCAD und MS Publisher. Aktuell wird das Programm als PDF-XChange Editor angeboten.

## Versionen
Die Programme werden als kostenlose Freeware-Versionen angeboten und mit erweiterten Funktionen als „Pro“- oder „Plus“-Versionen verkauft.
Der „PDF-XChange Viewer“ war eine Freeware zum Anzeigen von PDF-Dateien und somit eine Alternative zum weitverbreiteten Adobe Acrobat Reader. Die Entwicklung wurde 2017 zugunsten des PDF-XChange Editor eingestellt, dessen kostenlose Variante alle Funktionen des PDF-XChange Viewers enthält.
2012 gab es die Versionen PDF-XChange Pro für das Erstellen und Bearbeiten von PDF-Dokumenten einschließlich „Tools“ und „Viewer“, PDF-XChange Standard ohne die Tools und PDF-XChange Lite mit reduzierten Funktionen. Alle Versionen liefen unter Microsoft Windows ab Version Windows XP und waren zu den Terminal Servern von Microsoft sowie Citrix kompatibel.
2013 wurde eine Version 3.0 angeboten, 2014 kam Version 5.5 und 2016 Version 6.0 heraus.
Seit 2017 wird die Version „PDF-XChange Editor“ angeboten (Version 7.0). Die Grundfunktionen sind kostenlos, für erweiterte Funktionen muss eine Lizenz erworben werden. Außerdem gibt es eine Version „Plus“ für ausfüllbare PDF-Formulare.